# Campionati europei di canoa/kayak sprint 1969
I Campionati europei di canoa/kayak sprint 1969 sono stati la 10ª edizione della competizione continentale. Si sono svolti a Mosca, in Unione Sovietica. Gli atleti hanno preso parte a 16 eventi in totale, 13 gare maschili e 3 femminili.

## Medagliere
| Pos.   | Paese            | Oro | Argento | Bronzo | Totale |
| ------ | ---------------- | --- | ------- | ------ | ------ |
| 1      | Unione Sovietica | 8   | 4       | 6      | 18     |
| 2      | Ungheria         | 4   | 2       | 4      | 10     |
| 3      | Romania          | 2   | 5       | 2      | 9      |
| 4      | Germania Est     | 2   | 0       | 0      | 2      |
| 5      | Germania Ovest   | 0   | 2       | 1      | 3      |
| 6      | Svezia           | 0   | 1       | 2      | 3      |
| 7      | Danimarca        | 0   | 1       | 0      | 1      |
| 7      | Norvegia         | 0   | 1       | 0      | 1      |
| 9      | Paesi Bassi      | 0   | 0       | 1      | 1      |
| Totale | Totale           | 16  | 16      | 16     | 48     |

## Podi

### Uomini
| Evento           | Oro                                                                                 | Perform. | Argento                                                        | Perform. | Bronzo                                                                            | Perform. |
| Canoa C-1 1000M  | Tamás Wichmann                                                                      | 4:23,80  | Nikolai Fedulov                                                | 4:24,25  | Tibor Tatai                                                                       | 4:25,51  |
| Canoa C-1 10000M | Tamás Wichmann                                                                      | 50:10,60 | Gyula Petrikovics                                              | 50:12,60 | Ivan Makarenko                                                                    | 50:36,40 |
| Canoa C-2 1000M  | Romania Serghei Covaliov Ivan Patzaichin                                            | 3:57,30  | Romania Constantin Manea Vicol Calabiciov                      | 3:59,02  | Unione Sovietica Vasili Kaliaghin Valeri Dribas                                   | 4:00,62  |
| Canoa C-2 10000M | Ungheria László Hingt István Cserha                                                 | 45:46,80 | Unione Sovietica Naum Prokupets Mikhail Zamotin                | 46:13,00 | Svezia Bernt Lindelöf Erik Zeidlitz                                               | 46:49,20 |
| Kayak K-1 500M   | Anatoly Tishchenko                                                                  | 1:53,57  | Aurel Vernescu                                                 | 1:55,19  | Anatoly Kaptur                                                                    | 1:55,45  |
| Kayak K-2 500M   | Romania Aurel Vernescu Atanase Sciotnic                                             | 1:41,45  | Unione Sovietica Vladimir Obraztsov Georgiy Karyuchin          | 1:42,84  | Paesi Bassi Paul Hoekstra Jan Wittenberg                                          | 1:43,39  |
| Canoa K-1 4X500M | Unione Sovietica Anatoly Kaptur Anatoly Tishchenko Anatoly Sedatchev Valeri Bogatov | 7:37,20  | Romania Ion Jacob Eugen Botez Aurel Vernescu Mihai Zafiu       | 7:40,65  | Ungheria Csaba Giczy Mihály Hesz István Csizmadia Imre Szöllősi                   | 7:41,91  |
| Kayak K-1 1000M  | Alexander Sheparenko                                                                | 4:02,47  | Anatoly Tishchenko                                             | 4:03,00  | Lars Andersson                                                                    | 4:04,79  |
| Kayak K-2 1000M  | Unione Sovietica Alexander Sheparenko Vladimir Morozov                              | 3:38,80  | Svezia Stig Andersson Gunnar Utterberg                         | 3:39,47  | Ungheria Csaba Giczy István Timár                                                 | 3:40,00  |
| Kayak K-1 10000M | Viktor Tsarev                                                                       | 44:37,80 | Erik Hansen                                                    | 44:59,20 | Konstantin Kostenko                                                               | 45:08,60 |
| Kayak K-2 10000M | Ungheria Géza Csapó István Timár                                                    | 41:32,20 | Norvegia Egil Søby Jan Johansen                                | 41:37,60 | Romania Stefan Pocora Vasile Simiocenco                                           | 41:48,00 |
| Kayak K-4 1000M  | Germania Est Klaus-Uwe Will Eduard Augustin Joachim Mattern Peter Ebeling           | 3:12,03  | Romania Dimitrie Ivanov Roco Ruzhan Ion Jacob Atanase Sciotnic | 3:13,22  | Unione Sovietica Nikolai Chuzhikov Anatolij Grišin Dimitri Matveev Valeri Didenko | 3:13,33  |
| Kayak K-4 10000M | Germania Est Klaus-Uwe Will Eduard Augustin Joachim Mattern Peter Ebeling           | ???      | Romania Dimitrie Ivanov Roco Ruzhan Ion Jacob Atanase Sciotnic | ???      | Unione Sovietica Nikolai Chuzhikov Anatolij Grišin Dimitri Matveev Valeri Didenko | ???      |

### Donne
| Evento    | Oro                                                                              | Perform. | Argento                                                                     | Perform. | Bronzo                                                                             | Perform. |
| Kayak K-1 | Tamara Shymanskaya                                                               | 2:09,45  | Renate Breur                                                                | 2:11,82  | Anna Pfeffer                                                                       | 2:12,10  |
| Kayak K-2 | Unione Sovietica Ljudmila Lyaushko Tamara Shymanskaya                            | 1:56,52  | Ungheria Anna Pfeffer Katalin Holosi                                        | 1:58,81  | Germania Ovest Annemarie Zimmermann Roswitha Esser                                 | 1:59,37  |
| Kayak K-4 | Unione Sovietica Ljudmila Lyaushko Tamara Shymanskaya Natalia Boiko Nelli Vakula | 1:46,70  | Germania Ovest Elke Felten Roswitha Esser Annemarie Zimmermann Renate Breur | 1:47,56  | Unione Sovietica Maria Ivanova Ljuba Beresneva Galina Kirjarova Tatiana Maljarenko | 1:49,18  |